# 薩維爾幾何學教授

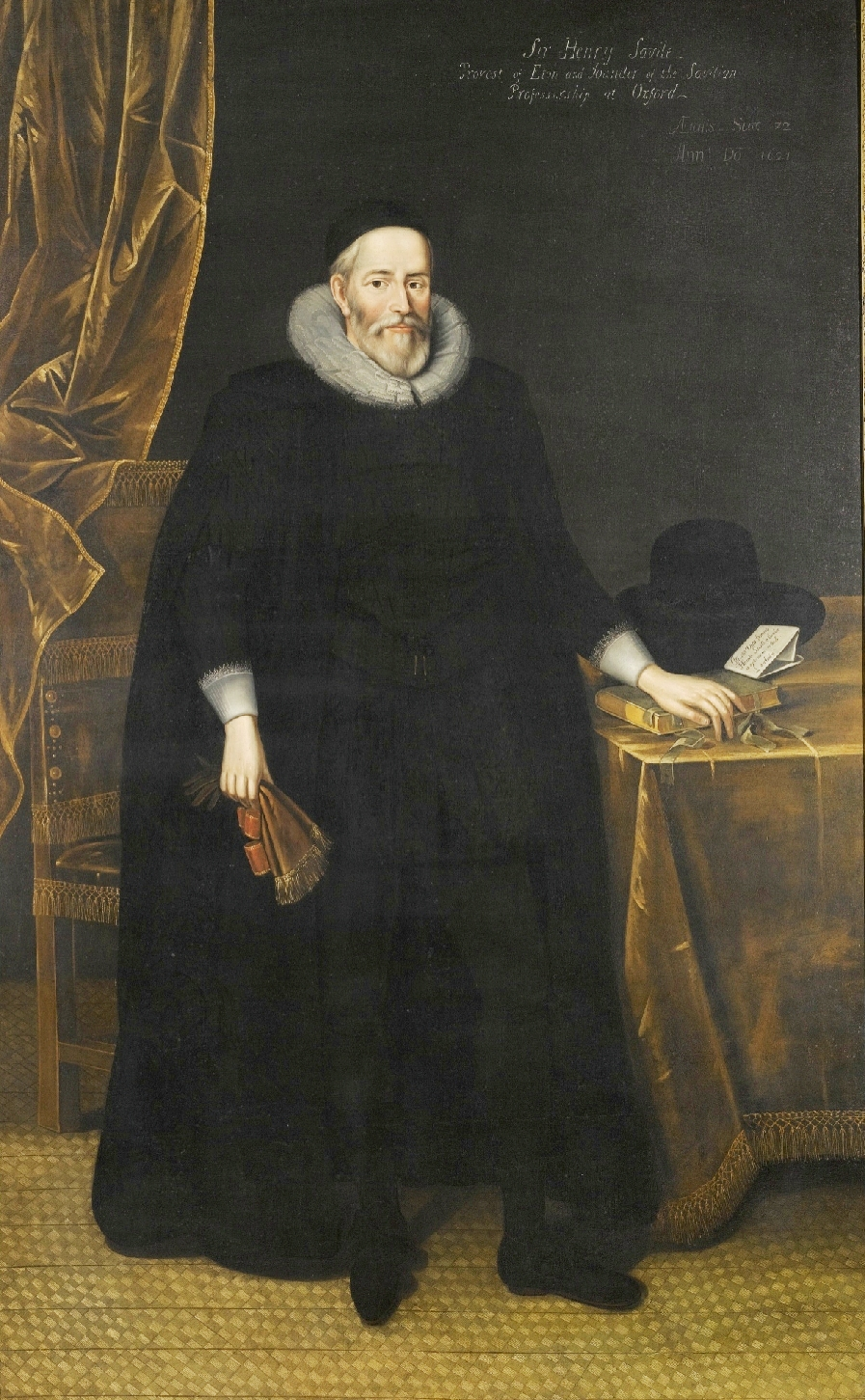
亨利·薩維爾，薩維爾幾何學教授創始人

薩維爾幾何學教授（Savilian Professor of Geometry）於1619年由牛津大學創立。本職位，和薩維爾天文學教授，是由數學家和古典學者亨利·薩維爾所創立，他同時也是墨頓學院院長和伊頓學院教務長，在當時這個職位曾被形容為「英格蘭數學研究者當中最卑微的職位」。他指派了亨利·布雷格斯成為第1任的教授。現在總共有19位的幾何學教授獲得此頭銜，而最近1次被授予此頭銜的教授，是在1997年由奈杰尔·希钦獲得。過去獲得此頭銜的教授還包含了天文學家愛德蒙·哈雷，以及貝登·鮑威爾，童軍運動創始人羅伯特·貝登堡的父親。